# Zonnebaken
Zonnebaken is een artistiek kunstwerk in Amsterdam-Zuidoost. Buurtbewoners noemen het De naald of De punt. Ze staat bij een rotonde waar de Meerkerkdreef de Valburgdreef kruist en voor het doorgaande verkeer na de rotonde overgaat in de Langbroekdreef.
Het is een kunstwerk uit circa 1986 van Piet Slegers, dat op een heuvel een markeringspunt moet vormen tussen de wijken Nellestein en Holendrecht. Het beeld was het resultaat van een in 1983 opgerichte werkgroep, die meer samenhang nastreefde tussen diverse woonbuurten in Amsterdam-Zuidoost. Vanwege gescheiden verkeersstromen worden woonwijken daar van elkaar gescheiden door verkeerswegen die op dijklichamen liggen. Om die samenhang te verbeteren werd een aantal relatief grote kunstwerken neergezet, die vanuit meerdere buurten tegelijkertijd zichtbaar zijn. Het was daarom niet meer dan logisch kunstenaar Piet Slegers in te schakelen, bekend van omgevingskunst. Het zal echter ook te maken hebben met een omslag binnen de werken van Slegers; hij keerde van het donkere brons naar het reflecterende roestvast staal. Zonnebaken reflecteert dan ook zonnestralen die op het beeld komen de wijde omgeving in. Wanneer de zon ondergaat begint verlichting te branden, dat het idee moet geven dat het beeld nagloeit.
Cees Straus omschreef het beeld in Trouw van 26 september 1991 als “een snel zeilend schip in de leegte”. Hij zag ook dat het beeld op elk dagdeel het licht de buurten in reflecteerde, maar ook voor zichzelf zorgde, door zo uitermate opvallend te zijn. Hij zag dat het beeld fungeerde als vervanger van kerktorens of andere hoge bouwsels uit het verleden.
Segers heeft voor Scheveningen een soortgelijk beeld onder dezelfde titel gemaakt, geplaatst op de Strandweg. Eindhoven heeft de Zonnepijl uit 1986 van Segers, ook al staande voor een rotonde (Marconilaan).